# International Max Planck Research School
Une International Max-Planck Research School (IMPRS) est un programme structuré d'écoles doctorales organisé conjointement par un ou plusieurs instituts Max-Planck et une université. Il existe (fin 2020) 65 de ces écoles  internationales de recherche Max-Planck en Allemagne dans les domaines de la biologie, médecine, de la physique et technique, des sciences humaines, des sciences sociales et de l'ingénierie. Une IMPRS se trouve aux Pays-Bas.

## Histoire
Le sénat de la Société Max-Planck pour le développement des sciences a décidé la création de l'IMPRS en 1999, en concertation avec les institutions universitaires, dans le but d'améliorer les conditions de préparation de doctorats en Allemagne, et de créer un centre d'attraction pour de jeunes chercheurs étrangers. En 2008, un Memorandum of Understanding des universités et de la Société Max-Planck considère que les IMPRS sont un succès à développer.

## Description
Les étudiants acceptés ont la possibilité de faire leur doctorat dans des conditions privilégiées : les programmes d'études supérieures des instituts Max Planck ont en commun d'inclure des séminaires de recherche et des ateliers de compétences non techniques, ainsi qu'une coopération étroite avec les universités.
Il existe actuellement (en 2020) 65 IMPRS. Les écoles de recherche ont chacune été initiée par un ou plusieurs instituts Max Planck. Ils travaillent en étroite collaboration avec des universités et d'autres institutions de recherche, y compris à l'étranger. Cela permet aux étudiants en doctorat de bénéficier de bonnes conditions de travail. C'est un grand avantage pour les projets de doctorat qui nécessitent un équipement spécial. En tout, 80 instituts Max Planck sont impliqués dans un IMPRS.
Dans une école de recherche les jeunes chercheurs sont pour moitié allemands et pour moitié étrangers. Les directeurs de thèse et/ou les membres des comités de thèse s'occupent d'eux et soutiennent les doctorants dans leurs projets. La langue de travail est l'anglais. Le programme doctoral est de trois ans et est principalement axé sur le travail de recherche indépendant sur des sujets essentiellement interdisciplinaires. En outre, les doctorants bénéficient d'échanges réguliers dans le cadre d'ateliers, d'universités d'été ou de conférences ; dans le but à faire connaître différents aspects de leur propre sujet de recherche.
Le droit de délivrer des doctorats appartient en Allemagne exclusivement aux universités. Après avoir terminé la préparation doctorale, généralement en trois ans, le doctorant est examiné conjointement par les universités et les Instituts Max Planck.

## Liste des Max-Planck Research Schools
Les écoles IMPRS suivantes existent en 2020 ; elles ont un intitulé en anglais, en accord avec la langue de travail employée :
- IMPRS for Advanced Methods in Process and Systems Engineering, Magdebourg
- IMPRS on Advanced Photon Science, Garching bei München
- IMPRS for Ageing, Cologne
- IMPRS for Analysis, Design and Optimization in Chemical and Biochemical Process Engineering, Magdebourg
- IMPRS for the Anthropology, Archaeology and History of Eurasia (de)[4], Halle-sur-Saale
- IMPRS for Astronomy and Astrophysics, Bonn
- IMPRS for Astronomy and Cosmic Physics, Heidelberg
- IMPRS for Astrophysics, Garching bei München
- IMPRS for Atmospheric Chemistry and Physics, Mayence
- IMPRS for Bounded Plasmas, Greifswald
- IMPRS on Cellular Biophysics, Francfort-sur-le-Main
- IMPRS on Chemical Communication in Ecological Systems, Jena
- IMPRS for Comparative Criminal Law, Fribourg-en-Brisgau
- IMPRS for Complex Surfaces in Material Science, Berlin
- IMPRS for Computational Biology and Scientific Computing, Berlin
- IMPRS for Computer Science, Sarrebruck
- IMPRS for Condensed Matter Science, Stuttgart
- IMPRS for Population, Health and Data Science , Rostock
- IMPRS for Dynamical Processes in Atoms, Molecules and Solids, Dresde
- IMPRS on Earth System Modelling, Hambourg
- IMPRS on Elementary Particle Physics, Munich
- IMPRS for Environmental, Cellular and Molecular Microbiology, Marbourg
- IMPRS for Evolutionary Biology (de), Plön
- IMPRS “From Molecules to Organisms”, Tübingen
- IMPRS for Geometric Analysis, Gravitation and String Theory, Golm
- IMPRS for Global Biogeochemical Cycles[5], Jena
- IMPRS on Gravitational Wave Astronomy, Golm
- IMPRS for Immunobiology, Epigenetics and Metabolism, Fribourg-en-Brisgau
- IMPRS for Infectious Diseases and Immunology, Berlin
- IMPRS for Intelligent Systems, (Stuttgart, Tübingen)
- IMPRS for Language Sciences (en), Nimègue, Pays-Bas
- IMPRS: The Leipzig School of Human Origins, Leipzig
- IMPRS for the Life Course, Berlin
- IMPRS for Living Matter (de), Dortmund
- IMPRS for Marine Microbiology, Brême
- IMPRS Mathematics in the Sciences, Leipzig
- IMPRS: The Mechanisms of Mental Function and Dysfunction, Tübingen
- IMPRS on Moduli Spaces, Bonn
- IMPRS for Molecular Biology, Göttingen
- IMPRS for Molecular Biomedicine, Münster
- IMPRS for Molecular Life Sciences: From Biological Structures to Neural Circuits[6], Munich & Martinsried
- IMPRS for Molecular Cell Biology and Bioengineering, Dresde
- IMPRS for Molecular Organ Biology (de), Bad Nauheim
- IMPRS of Molecular Plant Physiology (de), Potsdam
- IMPRS for Moral Economies of Modern Societies, Berlin
- IMPRS on Multiscale Bio-Systems, Potsdam
- IMPRS for Neural Circuits, Francfort-sur-le-Main
- IMPRS on Neuroscience of Communication: Function, Structure and Plasticity, Leipzig
- IMPRS for Neurosciences, Göttingen
- IMPRS for Organismal Biology (de), Constance, Radolfzell et Seewiesen (de)
- IMPRS for Physics of Biological and Complex Systems, Göttingen
- IMPRS Physics of Light (de), Erlangen
- IMPRS for Polymer Materials Science, Mayence
- IMPRS for Precision Tests of Fundamental Symmetries, Heidelberg
- IMPRS for Quantum Dynamics in Physics, Chemistry and Biology, Heidelberg
- texte=IMPRS for Science and Technology of Nano-Systems, Halle-sur-Saale
- IMPRS for the Science of  Human History, Jena
- IMPRS on the Social and Political Constitution of the Economy, Cologne
- IMPRS for Solar System Science, Göttingen
- IMPRS on Successful Dispute Resolution in International Law, Heidelberg
- IMPRS for Surface and Interface Engineering in Advanced Materials, Düsseldorf
- IMPRS for Translational Psychiatry (de)[7], Munich
- IMPRS for Ultrafast Imaging and Structural Dynamics (de)[8], Hambourg
- IMPRS on Understanding Complex Plant Traits Using Computational and Evolutionary Approaches (de), Cologne